# Telostylus inversus
Telostylus inversus är en tvåvingeart som beskrevs av Willi Hennig 1937. Telostylus inversus ingår i släktet Telostylus och familjen Neriidae.
Artens utbredningsområde är Thailand. Inga underarter finns listade i Catalogue of Life.